# Каменка (Полтавская область)
Каменка (укр. Кам'янка) — село,
Стасовский сельский совет,
Диканьский район,
Полтавская область,
Украина.
Код КОАТУУ — 5321084904. Население по переписи 2001 года составляло 78 человек.

## Географическое положение
Село Каменка находится в 1-м км от правого берега реки Ворскла,
примыкает к селу Стаси, в 0,5 км от сёл Гавронцы и Петровка (Полтавский район).
Рядом проходит автомобильная дорога Н-12.

## Известные люди
- Кикоть, Андрей Иванович (1929—1975) — оперный певец. Народный артист УССР (1967).

## Экономика
- Молочно-товарная и птице-товарная фермы.